# Mitsubishi G3M
Mitsubishi G3M (яп. 九六式陸上攻撃機 — морський бомбардувальник наземного базування, тип 96) — серійний бомбардувальник-торпедоносець Імперського флоту Японії періоду 1930-х років та Другої світової війни.
Кодова назва союзників — «Нел» (англ. Nell). Радянська кодова назва — «СБ-96».

## Історія створення
У 1933 році контрадмірал Ісороку Ямамото, який очолив технічний відділ Імперського флоту Японії, зумів переконати командування в необхідності створення на додачу до палубної авіації також літаків наземного базування далекого радіуса дії. Сформували технічне завдання «8-Сі» на розробку двомоторного розвідника, який мав заводське позначення Ka-9 та флотське G1M1.
Результати випробувань G1M1 обнадіювали: хоч літак, спроєктований як розвідник не міг нести достатнього бомбового навантаження й у серію не пішов, проте він міг бути використаний для подальших розробок. За результатами цих випробувань сформували технічне завдання «9-Сі» на двомоторний бомбардувальник. Льотні характеристики нового літака мали бути на рівні G1M1, а захисне озброєння мало складатися з трьох 7,7-мм кулеметів. Також літак повинен був нести торпеду або бомбове навантаження масою до 800 кг.
Відповідно до специфікації «9-Сі» на фірмі Mitsubishi, під керівництвом конструктора Кіро Хоне, на базі Ka-9 розробили літак із заводським позначенням Ka-15. Він нагадував свого попередника, але мав хвостове оперення більшої площі, ширший фюзеляж, обшивка крила не гофрована, а гладка. Також посилено шасі, щоб витримувати більшу масу літака. Крім того, встановили 3 стрілецькі башти — дві згори й одна знизу, оснащені 7,7-мм кулеметами. Літак був оснащений двома двигунами Hiro 91 потужністю 750 к.с. кожен. Оскільки літак мав застосовуватись для підтримки морських операцій, основним озброєнням мали стати торпеди, які розміщувались на зовнішній підвісці — у вузькому фюзеляжі бомбового відсіку передбачено не було.
Перший прототип був готовий у червні 1935 року, а вже в липні відбувся перший політ. Випробування повністю виправдали сподівання флоту. Літак не тільки задовольняв вимогам технічного завдання, а й переважав більшість літаків такого ж класу, які існували у світі на той час. Протягом наступного року фірма Mitsubishi побудувала ще 20 дослідних зразків, на яких випробовувались різні конструктивні рішення та двигуни. Зокрема, випробовувались двигуни Mitsubishi Kinsei 2 (потужністю 830 к.с.) і Kinsei 3 (потужністю 910 к.с.), засклення носової частини для полегшення роботи навіднику, на одному з літаків шасі замінили на лижі.
Експериментальні літаки пройшли інтенсивні випробування у флотських частинах, і в червні 1936 року літак прийняли на озброєння під назвою «Морський бомбардувальник наземного базування Тип 96 Модель 1» (або G3M1). При цьому вже наявні модифікації дістали неформальну нумерацію: G3M1a — варіант з двигуном Hiro 91, G3M1b — варіант з двигуном Mitsubishi Kinsei (обидвох моделей) і G3M1с — з заскленною носовою частиною. У серію пішов варіант з незаскленою носовою частиною та двигунами Mitsubishi Kinsei 3, від передсерійних варіантів він відрізнявся зміненою кабіною. Випустили 34 літаки цієї модифікації.
Незабаром з'явились нові двигуни Mitsubishi Kinsei 41 або 42 потужністю 1075 к.с. і у виробництво запустили наймасовішу модифікацію «Морський бомбардувальник наземного базування Тип 96 Модель 21» (або G3M2). Окрім значно потужніших двигунів, ця модифікація мала дещо збільшені паливні баки і змінену верхню стрілецьку башту. Останні серійні варіанти G3M2 оснащувались двигунами Mitsubishi Kinsei 45.
Досвід використання G3M2 в Китаї продемонстрував недостатність захисного озброєння літака (через велику дальність дії бомбардувальника не існувало винищувачів, здатних прикривати G3M). Спроби розмістити більше захисного озброєння у вузькому фюзеляжі успіху не мали, тож сформулювали технічне завдання «12-Сі» на розробку нового бомбардувальника, якому надано позначення G4M.
Проте конструкторське бюро не мало змоги одночасно вести два проєкти, тому вирішили модернізувати G3M2. На літак встановили башту з 20-мм гарматою «Тип 99», а нижню башту, яка створювала великий аеродинамічний опір, замінили двома блістерами з 7,7-мм кулеметами. Випробування пройшли успішно, і починаючи з 399-го екземпляра, літак випускався у варіанті «Морський бомбардувальник наземного базування Тип 96 Модель 22». Окрім змін в озброєнні, модифікація отримала автопілот.
Поки командування флоту вирішувало, як використовувати G4M — як винищувач чи бомбардувальник, фірма Mitsubishi продовжувала випускати G3M2. Але після невдачі з G6M та запуском у виробництво G4M фірма Mitsubishi отримала вказівку передати виробництво G3M2 на фірму Nakajima. Випустивши у лютому 1941 року свій останній G3M2, Mitsubishi зосередилась на новому літаку.
Фірма Nakajima випускала G3M2 протягом декількох місяців, після чого випустила нову модифікацію G3M3. Цей варіант, який дістав позначення «Морський бомбардувальник наземного базування Тип 96 Модель 23» (або G3M3), був оснащений двигунами Mitsubishi Kinsei 51 потужністю 1300 к.с. та мав паливні баки збільшеної ємності. Фірма Nakajima випускала G3M до лютого 1943 року. В останні роки війни G3M використовувались як буксири для планерів, а також для навчання й розвідки. В останньому варіанті на літак встановлювали радар.
У 1937 році декілька застарілих G3M1 переобладнали в транспортний варіант, який дістав позначення G3M1d або G3M-L. Окрім функціональних змін, на цих літаки двигуни замінили на Kinsei 45. З 1938 року G3M2 теж почали переобланувати в пасажирські для авіакомпанії «Велика Японія», а також у рекордні літаки.
На арсеналі флоту в Йокосуці G3M1 та G3M2 перебудовувались у транспортні та пасажирські літаки Yokosuka L3Y (L3Y1 та L3Y2 відповідно).
Всього випустили 1048 літаків G3M усіх модифікацій.

## Тактико-технічні характеристики

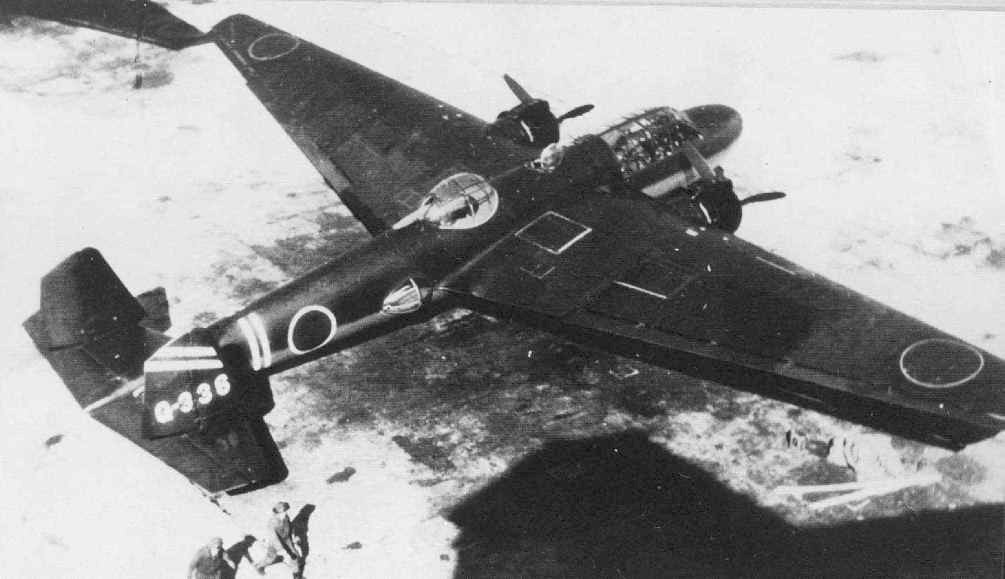

### Технічні характеристики
|                       | Ka-15 (1-ий прототип)       | G3M1                        | G3M2 «Модель 22»            | G3M3                        |
| --------------------- | --------------------------- | --------------------------- | --------------------------- | --------------------------- |
| Екіпаж                | 5 осіб                      | 5 осіб                      | 7 осіб                      | 7 осіб                      |
| Довжина               | 16,45 м                     | 16,45 м                     | 16,45 м                     | 16,45 м                     |
| Висота                | 3,68 м                      | 3,68 м                      | 3,68 м                      | 3,68 м                      |
| Розмах крил           | 25 м                        | 25 м                        | 25 м                        | 25 м                        |
| Площа крил            | 75 м²                       | 75 м²                       | 75 м²                       | 75 м²                       |
| Маса пустого          | 4 400 кг                    | 4 770 кг                    | 4 965 кг                    | 5 243 кг                    |
| Маса спорядженого     | 7 250 кг                    | 7 642 кг                    | 8 000 кг                    | 8 000 кг                    |
| Навантаження на крило | 96.7 кг/м²                  | 101.9 кг/м²                 | 106.7 кг/м²                 | 106.7 кг/м²                 |
| Двигуни               | 2 × Hiro Type 91            | 2 × Mitsubishi Kinsei 3     | 2 × Mitsubishi Kinsei 45    | 2 × Mitsubishi Kinsei 51    |
| Потужність            | 2 × 750 к. с.               | 2 × 910 к. с.               | 2 × 1 075 к. с.             | 2 × 1 200 к. с.             |
| Питома потужність     | 4.8 кг/к.с.                 | 3.6 кг/к.с.                 | 3.7 кг/к.с.                 | 3.1 кг/к.с.                 |
| Максимальна швидкість | 315 км/г (на висоті 1500 м) | 350 км/г (на висоті 2000 м) | 375 км/г (на висоті 4180 м) | 415 км/г (на висоті 5900 м) |
| Крейсерська швидкість | -                           | -                           | 280 км/г                    | 295 км/г                    |
| Операційна дальність  | -                           | -                           | 4 400 км                    | 6 230 км                    |
| Практична стеля       | -                           | 7 480 м                     | 9 130 м                     | 10 280 м                    |
| Час набору висоти     | 3000 м за 9 хв. 40 с.       | 3000 м за 9 хв. 47 с.       | 3000 м за 8 хв. 19 с.       | 3000 м за 5 хв. 29 с.       |

### Озброєння
- G3M1, G3M2 «модель 21»:

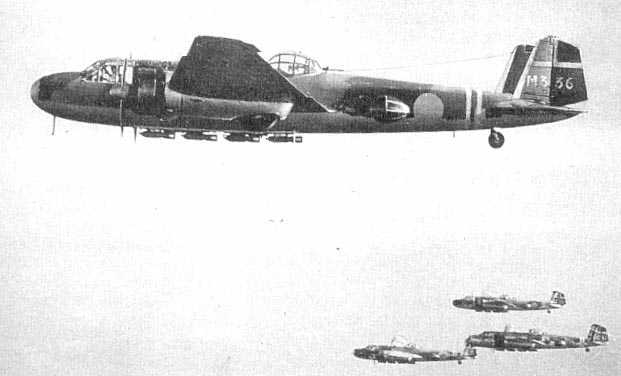
G3M в польоті. Помітно чотири ряди бомб на зовнішній підвісці.

  - Кулеметне: 3 × 7,7-мм кулемети «Тип 92»
- G3M2 «модель 22», G3M3:
  - Гарматне: 1 × 20-мм гармата «Тип 99»
  - Кулеметне: 3 × 7,7-мм кулемети «Тип 92»
- Бомбове навантаження:
  - 1 × 800-кг торпеда або
  - 1 × 800-кг бомб

## Модифікації
- Ka-15 — прототип з двигунами Hiro Type 91 (750 к.с.), Mitsubishi Kinsei 2 (830 к.с.), і Mitsubishi Kinsei 3 (910 к.с.) та різними варіантами засклення (21 екз.)
- G3M1a/c — прототипи з двигунами Hiro Type 91 або Mitsubishi Kinsei та заскленою носовою частиною
- G3M1 Модель 11 — перший серійний варіант (34 екз.)
  - G3M1-L — транспортний варіант; конвертація G3M1
- G3M2 Модель 21 — серійний варіант з двигунами Mitsubishi Kinsei 41
  - G3M2-K — навчальний варіант (21 екз. переобладнано з мерійної моделі)
- G3M2 Модель 22 — варіант з 20-мм гарматою та кулеметами в блістерах (238 екз.)
  - G3M2-Kai — розвідувальний варіант
- G3M3 Модель 23 — варіант з потужнішими двигунами на збільшеною ємністю паливних баків
  - G3M3-Q — протичовновий варіант з детектором магнітних аномалій
- L3Y1 Модель 11 — транспортний варіант, конвертація G3M1
- L3Y2 Модель 12 — транспортний варіант, конвертація G3M2

## Історія використання

### Війна в Китаї

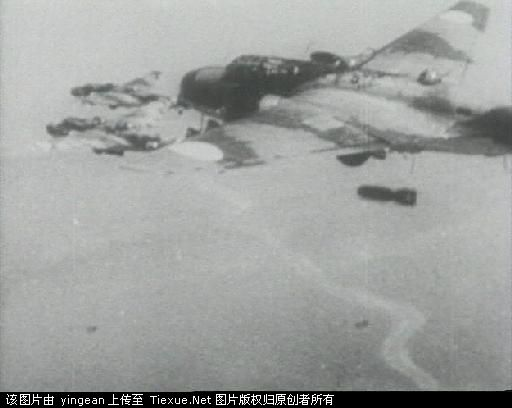
G3M над Чунціном

Літаки G3M почали надходити в бойові частини влітку 1937 року. З початком японсько-китайської війни їх залучали до бойових дій. 14 серпня G3M авіазагону Каноя злетіли з аеродромів на Тайвані та, подолавши понад 600 км, завдали удару по Ханчжоу, але втратили 6 з 18 літаків. 15 серпня літаки злетіли з аеродрому в Омурі на острові Кюсю, пролетіли над Східнокитайським морем та завдали ударів по Шанхаю та Нанкіну — тогочасній столиці Китаю. Японська преса назвала цю операцію «Трансокеанським бомбардуванням», що спричинило сенсацію у світі. Проте втрати літаків з непротектованими паливними баками та недостатнім захисним озброєнням були досить значні й незабаром ці трансокеанські бомбардування припинились, що спричинило зупинку японського наступу на Шанхай. Тільки з появою винищувачів Mitsubishi A5M, які прикривали японські бомбардувальники, вдалось переломити ситуацію. Перевага японців у повітрі стала повною.
12 грудня 1937 року японські літаки, в тому числі G3M, потопили американський канонерський човен «Панай» (англ. Panay), який евакуював з Нанкіну працівників посольства США. Проте дипломатичними заходами конфлікт вдалось владнати.
Після падіння Нанкіна у 1938 році літаки G3M розпочали рейди вглиб китайської території. Але китайська авіація була підсилена поставками з Радянського Союзу нових літаків І-16. Японські ж винищувачі не мали змоги прикривати бомбардувальники на такій дальності, внаслідок чого японські втрати знову зросли. Японці почали оснащувати винищувачі A5M підвісними паливними баками, що дало змогу, хоча й на межі дальності польоту, прикривати бомбардувальники та частково зменшити втрати.
Влітку 1938 року японці розпочали бомбардування Кантону, що призводило до численних жертв серед мирного населення. 21 жовтня був захоплений Кантон, 25 жовтня — Ханькоу. Проте Чан Кайші переніс столицю далі на схід, у Чунцін. Бомбардувальники G3M з початку 1939 року розпочали бомбардування нової столиці, знову діючи на межі дальності без супроводу винищувачів.
У 1940 році, коли відновився наступ на Чунцін, до бомбардувань стали залучати нові літаки Mitsubishi G4M у супроводі нових винищувачів Mitsubishi A6M. Ближче до кінця року більшість частин, на озброєнні яких були G3M, вивели в Японію для переформування.

### Підготовка до війни на Тихому океані
Розуміючи неминучість війни, командування ВПС флоту вивело більшу частину бомбардувальників з Китаю для перепідготовки, розміщуючи бойові частини в Індокитаї, Японії та Тайвані. Крім того, випустили спеціальні модифікації літака G3M.
Декілька пошкоджених літаків G3M2 відремонтували й модифікували як навчальні G3M3-K. Ці літаки надійшли до частин підвищеної підготовки льотчиків та використовувались до кінця 1943 року.
На базі модифікації G3M2 Модель 22 був розроблений розвідувальний літак G3M2-Kai. На місці бомбардира розміщувалась 50-см автоматична фотокамера з ширококутним об'єктивом. Стеля літака становила 9000 м, таким чином вн був практично недосяжним для винищувачів. З квітня 1941 року ці літаки, які пофарбовані у сірий колір без розпізнавальних знаків, діючи з аеродромів Палау, Трука, Хайнаню та Формози, розпочали аерофотозйомки Філіппін, французького Індокитаю, Рабаула, Гуаму, Нової Британії. Ці розвідувальні літаки жодного разу не перехопили, але двічі виявляли за допомогою радарів.

### Війна на Тихому океані

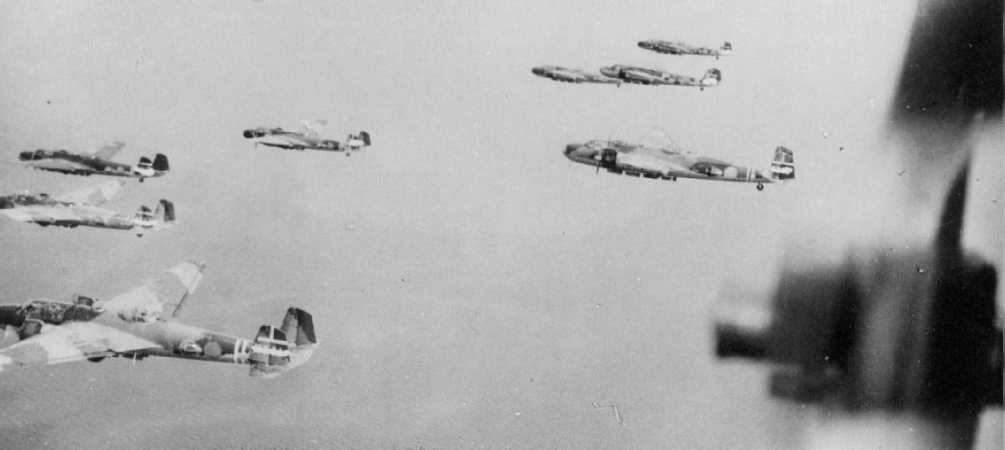
Літаки G3M у польоті

На момент початку війни в передових загонах налічувалось 204 G3M2/3, ще 44 були на озброєнні в тилових частинах. Більшість літаків числилась у чотирьох авіазагонах: 1-му на Формозі, авіазагонах «Міхоро» і «Ґензан» в Індо-Китаї та в аіазагоні «Чітосе» на Маршаллових островах.
Бомбардувальники G3M взяли участь у війні на Тихому океані з першого ж дня. 7 грудня 1941 року літаки 1-го авіазагону завдали ударів по американських аеродромах та базах на Філіппінах, а літаки з авіазагону Чітосе — по острову Вейк (знищивши більшість з розміщених на ньому винищувачів F4F-3), Таїланду, Гуаму, Гонконгу та Сінгапуру. 65 G3M авіазагонів «Міхоро» і «Ґензан» вилетіли на бомбардування Сінгапура, але через погану погоду тільки 17 змогли дістатися до цілі.
10 серпня 1941 року 60 бомбардувальників G3M та 26 G4M здобули свою найяскравішу перемогу — потопили біля Куантана британські лінкор «Prince of Wales» та лінійний крейсер «Repulse». Хоча фінальну атаку здійснили літаками G4M, саме літаки 1-ї авіагрупи загону Ґензан провели успішну торпедну атаку, яка знерухомила лінкор і зробила його легкою ціллю. Ця атака навіть приголомшливіша, ніж напад на Перл-Гарбор, оскільки вперше потужні кораблі, які рухались та оборонялись, потопила авіація у відкритому морі, а не в тісній гавані, де вони були заскочені зненацька та не могли маневрувати.
Надалі G3M брали участь в захопленні голландської Ост-Індії та Сінгапура. У лютому 1942 року літаки G3M в складі 4-го авіазагону прибули на захоплений японцями Рабаул. Вони взяли активну участь у битві в Кораловому морі, атакуючи американські кораблі.
Літаки G3M, які розміщувались на території Японії, мали задачу обороняти метрополію. 18 квітня 1942 року 29 бомбардувальників вилетіли на перехоплення американського авіаносного з'єднання, яке рухалось у напрямку Японії. Але японські літаки не змогли знайти американські кораблі та повернулись на свої аеродроми у другій половині дня. Через годину розпочався перший американський наліт на Японію.
Незважаючи на те, що G3M вже були морально застарілі, кількість авіазагонів, озброєних саме ними, зростала. До осені 1942 року на Рабаул та Тимор перекинули ще чотири авіазагони (Чітосе, Ґензан, Місава і Кісаразу). В майбутньому вони брали участь в битві за Гуадалканал, де зазнали серйозних втрат.
З початку 1943 року G3M, які були слабо захищеними та зазнавали значних втрат, вже застаріли й не відповідали поточним вимогам. Тому поступово почали виводитись з бойових частин першої лінії. Вони використовувались як транспортні та навчальні літаки.
У зв'язку з активізацією діяльності американських підводних човнів створили спеціальні патрульні та протичовнові частини, озброєні літаками G3M2 та G3M3. Ці літаки оснастили локаторами та магнітними детекторами. Вони розташовувались на Суматрі, Окінаві, в Сінгапурі, Сайгоні, Манілі та на аеродромах Китаю, і прикривали стратегічні японські комунікації між Сінгапуром та метрополією. За японськими даними, потопили близько 20 підводних човнів.
Із погіршенням військово-стратегічного становища G3M знову почали залучати до бойових дій. Сформували 762-й авіазагін, G3M якого виконували роль нічних торпедоносців, а також 772-й авіазагін камікадзе. Вони брали активну участь в обороні Філіппін.

### Післявоєнне використання
Після закінчення Другої світової війни декілька захоплених літаків G3M використовувались індонезійськими повстанцями проти голландських військ, а також ВПС Китаю.

### Цивільне використання
Літаки G3M, зважаючи на їх вантажопідйомність та дальність польоту, перероблялись у пасажирські літаки. На їх базі розробили літаки Yokosuka L3Y. Вони використовувались на авіалініях компанії «Велика Японія».
Також ці літаки залучались до здійснення рекордних польотів. Найзнаменитішим став навколосвітній переліт літака з бортовим номером J-BACI, який у серпні-вересні 1939 року за 194 польотні години пролетів 52 860 км.

## Оператори
Японська імперія
- Авіація імперського флоту Японії
  - Авіазагін Чітосе
  - Авіазагін Ґензан
  - Авіазагін Каноя
  - Авіазагін Кісаразу
  - Авіазагін Мацушіма
  - Авіазагін Міхоро
  - Авіазагін Місава
  - Авіазагін Омінато
  - Авіазагін Такао
  - 1-й авіазагін
  - 4-й авіазагін
  - 762-й авіазагін
  - 772-й авіазагін
  - 1001-й авіазагін

 КНР

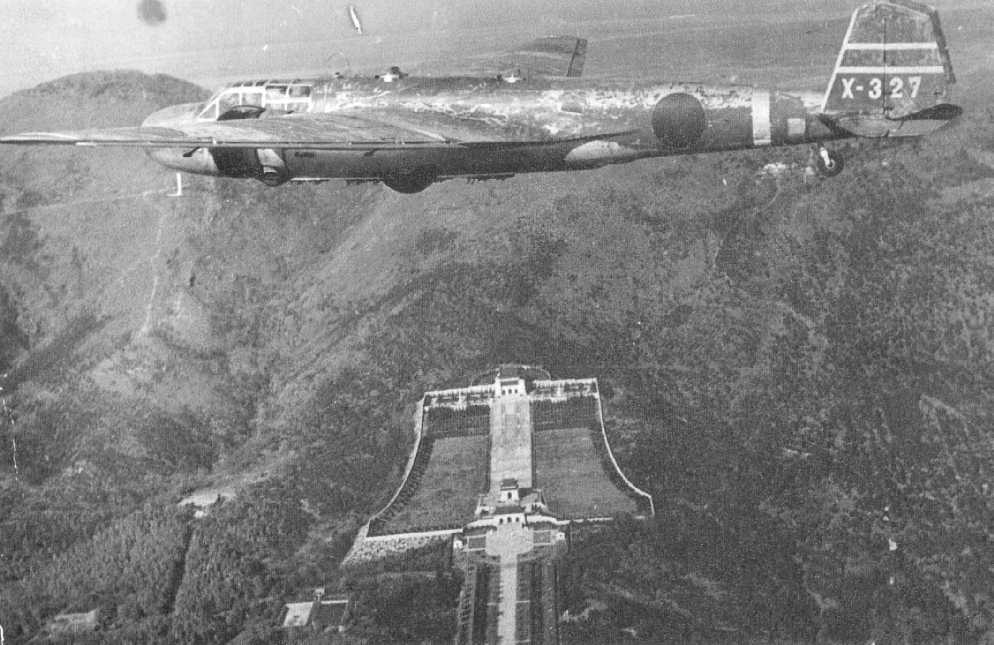
G3M авіазагону Кісаразу над мавзолеєм Сунь Ятсена. Нанкін, 1938.

- Повітряні сили Китайської Народної Республіки

 Індонезія
- Національна армія Індонезії

## Характеристика проекту
До початку 1930-х років японська авіаційна промисловість в основному копіювала західні літаки. Розробка G3M продемонструвала новий рівень японського літакобудування — це була власна розробка, яка за деякими параметрами переважала світовий рівень.
Літак, початково розроблений для ударів по ворожих кораблях, виявився непоганим стратегічним бомбардувальником. Він мав достатньо сильне та ефективне захисне озброєння і велику дальність польоту, необхідну для дій над океанськими просторами. Але за це довелось пожертвувати бомбовим навантаженням, яке не перевищувало аналогічний показник одномоторних літаків.

## У популярній культурі
Літаки G3M показано в аніме-фільмі студії Джіблі «Здійнявся вітер».